# جولة

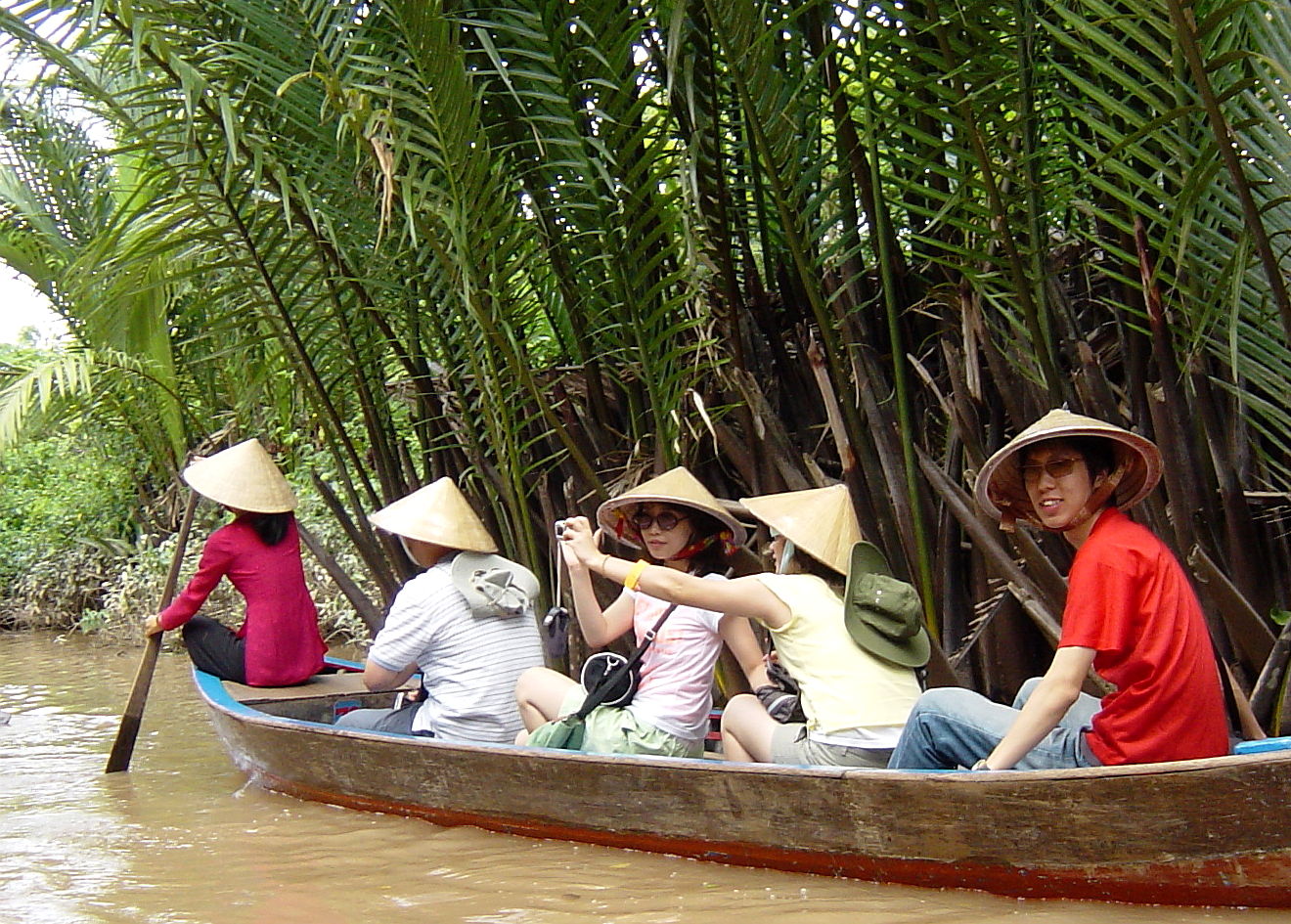
جولة في نهر في فيتنام

الجولة هي رحلة تُقيمها مجموعة من الناس، عادة ما تكون لقضاء وقت الفراغ أو التعليم أو للتدريب البدني. وغالباً ما تكون ملحقة برحلة أطول أو زيارة إلى مكان ما، وأحياناً لأغراض أخرى (عادة لها علاقة بالعمل).
تلجأ شركات النقل العام إلى خفض أسعار تذاكر السفر للاستفادة من هذا الاستثمار. وكثيراً ما تقتصر هذه التذاكر على أيام خارج أوقات الذروة أو لأوقات جهة معنية. تسمى الجولات القصيرة للتعليم أو مراقبة الظواهر الطبيعية رحلات ميدانية. وتجري بعض الكليات أو المدارس الدراسات الميدانية التعليمية ذات اليوم الواحد تمارينَ لا منهجية، كزيارة الطبيعة.